# Pokret slobodnih časnika (Egipat)
Pokret slobodnih časnika bila je egipatska tajna vojna organizacija nazvana po slobodnim časnicima (arapski: الضباط الأحرار, al-Ahrar al-Ḍubbāt) s ciljem rušenja egipatske monarhije. 
Nastao je u Egiptu i činila ga je grupa vojnih časnika, koji su gajili panarapske republikanske težnje, kako bi se osloboditi od monarhije egipatskog kralja Faruka I., koja je bila korumpirana i pod utjecajem Ujedinjenog Kraljevstva, koje je okupiralo zemlju od 1881. godine. Pokret je nastao egipatskog poraza u Arapsko-izraelskom ratu 1948. godine.
Primarni članovi organizacije bili su: general Muhammad Nadžib nubijskog podrijetla i pukovnik Gamal Abdel Naser. Ostali članovi pokreta su bili mladi časnici, po godinama i činu, svi ispod 35. godine, a vukli su porijeklo iz seljačkih i obitelji niže srednje klase. Grupa slobodnih časnika izvela je puč 23. srpnja 1952. godine i svrgnula kralja Faruka I. Novi kralj trebao je njegov biti njegov šestomjesečni sin Fuad II., vlast je preuzelo Vijeće revolucionarne komande. Oni su htjeli postaviti civilnog regenta i Vladu. Nakon što je Faruk I. svrgnut i protjeran iz zemlje, Nadžib je postao predsjednik, premijer i predsjednik VRK-a. Za svaku važnu odluku morao je dobiti većinu glasova članova Vijeća. Nakon borbe za vlast, Naser je postao novi predsjednik. 
Ti događaji u Egiptu utjecali su na vojne časnike drugih arapskih zemalja, da pokušaju jednako promijeniti vlast bez krvoprolića. Tako je pukovnik Muammar al-Gaddafi preuzeo vlast u Libiji 1969. godine, ali je u Iraku 14. srpnja 1958. general Abd al-Karim Qasim s drugim članovima organizacije vojnih časnika svrgnuo monarhiju u krvoproliću. 